# Oscar Storch
Oscar Paolo Samuel Storch, född den 14 januari 1833 i Dresden, död den 22 april 1896, var en dansk läkare. Han var son till historiemålaren Frederik Ludvig Storch. 
Med föräldrarna kom Storch 1835 till München och blev från därvarande gymnasium dimitterad som student 1851, men immatrikulerades 1852 i Köpenhamn, där föräldrarna nu hade bosatt sig. Han började där sina medicinska studier och visade sig tidigt naturvetenskapligt och särskilt kemiskt intresserad, vilket tog sig uttryck i, att han 1857 vann pris för en av Videnskabernes Selskab utlyst uppgift om guano. År 1858 avlade Storch läkarexamen, var de följande åren kandidat vid Almindelig Hospital, 1861–1862 läkare vid Københavns Sygehjem och samtidigt kirurgisk prosektor, var 1862–1865 verksam som reservmedikus vid Almindelig Hospital och det nya Kommunehospitalet, under samma period som medredaktör av Hospitalstidende och 1864–1865 som läkare vid den mediko-pneumatiska anstalten. År 1865 förvärvade han doktorsgraden med en avhandling om akut fosforförgiftning, företog därpå med stipendium en studieresa och konkurrerade 1867 om det nya lektoratet i rättsmedicin och hygien. Åren 1868-1870 var Storch distriktsläkare på Nørrebro, 1870–1875 läkare vid Københavns Amts sjukhus, 1869–1896 vid Ladegårdens sjukavdelning, 1873–1879 vid Københavns Amts Ting- og Arresthus. Åren 1871–1874 var han censor vid läkarexamen och under en längre period verksam som klinisk privatdocent med bröstsjukdomarna som specialitet. År 1874 blev Storch medlem av Sygehjemmets styrelse, 1882 meddirektör för läkarnas änkekassa. År 1894 fick han professorstiteln. Med alltid oförändrad varmt vetenskapligt och humant intresse skötte Storch sin gärning, men under en följd av år hämmades hans verksamhet av en besvärlig sjukdom, för vilken han till sist dukade under. År 1869 äktade han Marie Félicité Louise Gamél, dotter till grosshandlare Antoine Gamél.